# براندون لي
براندون لي (بالصينية: 李國豪) (بالإنجليزية:Brandon Lee)، من مواليد 1 فبراير 1965، وتوفي في يوم 31 مارس 1993 ، ممثل أمريكي معروف، وهو ابن أسطورة العاب الفنون القتالية بروس لي ، شارك في عدة أفلام وقتل في اليوم الحادي والثلاثين من مارس عام 1993 ، خلال أسؤا مشهد في السينما.

## نشأته ووفاته
نشأ براندون لي في أوكلاند بولاية كاليفورنيا
قُتل الممثل "براندون لي" خلال تصوير فيلم The Crow في عام 1993 عندما تم بالخطأ استخدام طلقات حقيقية في المسدس بدلا من المزيفة مما أدى الى مقتله.

## أفلامه
حصل على البطولة في معظم الأفلام التي شارك فيها في الثمانينات وبداية التسعينات إلى حادثة مقتله سنة 1993
- ميراث الغضب 1986
- مهمة الليزر 1989
- المواجهة في ليتل طوكيو 1991
- الطلقات السريعة 1992
- الغراب 1994 - قتل براندون بطلقة نارية قاتلة اصابت عموده الفقري اثناء تصويره في أحد المشاهد للفيلم -

## وصلات خارجية
- Brandon Lee Movement tribute site
- براندون لي على موقع IMDb (الإنجليزية)
- براندون لي على موقع ميتاكريتيك (الإنجليزية)
- براندون لي على موقع الموسوعة البريطانية (الإنجليزية)
- براندون لي على موقع روتن توميتوز (الإنجليزية)
- براندون لي على موقع ألو سيني (الفرنسية)
- براندون لي على موقع تيرنر كلاسيك موفيز (الإنجليزية)
- براندون لي على موقع أول موفي (الإنجليزية)
- براندون لي على موقع قاعدة بيانات الأفلام السويدية (السويدية)
- براندون لي على موقع إن إن دي بي (الإنجليزية)
- براندون لي على موقع قاعدة بيانات الفيلم (الإنجليزية)
- براندون لي على مشروع الدليل المفتوح